# Khon Kaen (miasto)
Khon Kaen (taj. ขอนแก่น) – miasto we wschodniej Tajlandii, na równinie Korat, ośrodek administracyjny prowincji Khon Kaen. Liczy około 114 tys. mieszkańców.